# Toichi Suzuki
Toichi Suzuki (鈴木 冬一?, Suzuki Toichi; Higashiōsaka, 30 maggio 2000) è un calciatore giapponese, centrocampista degli Yokohama F·Marinos.

## Caratteristiche tecniche
È un esterno sinistro.

## Carriera

### Nazionale
Con la nazionale Under-20 giapponese ha preso parte al campionato mondiale di calcio Under-20 2019.

## Statistiche

### Presenze e reti nei club
Statistiche aggiornate al 27 maggio 2023.
| Stagione               | Club                   | Campionato             | Campionato | Campionato | Coppe nazionali | Coppe nazionali | Coppe nazionali | Coppe continentali | Coppe continentali | Coppe continentali | Supercoppe | Supercoppe | Supercoppe | Totale | Totale |
| Stagione               | Club                   | Comp                   | Pres       | Reti       | Comp            | Pres            | Reti            | Comp               | Pres               | Reti               | Comp       | Pres       | Reti       | Pres   | Reti   |
| ---------------------- | ---------------------- | ---------------------- | ---------- | ---------- | --------------- | --------------- | --------------- | ------------------ | ------------------ | ------------------ | ---------- | ---------- | ---------- | ------ | ------ |
| 2017                   | Cerezo Osaka U-23      | J3                     | 3          | 0          | -               | -               | -               | -                  | -                  | -                  | -          | -          | -          | 3      | 0      |
| 2019                   | Shonan Bellmare        | J1                     | 22+1       | 0          | CdL+CI          | 5+0             | 1+0             | -                  | -                  | -                  | SBC        | 1          | 0          | 29     | 1      |
| 2020                   | Shonan Bellmare        | J1                     | 14         | 1          | CdL             | 0               | 0               | -                  | -                  | -                  | -          | -          | -          | 14     | 1      |
| Totale Shonan Bellmare | Totale Shonan Bellmare | Totale Shonan Bellmare | 37         | 1          |                 | 5               | 1               |                    | -                  | -                  |            | 1          | 0          | 43     | 2      |
| gen.-giu. 2021         | Losanna                | SL                     | 19         | 2          | CS              | 1               | 0               | -                  | -                  | -                  | -          | -          | -          | 20     | 2      |
| 2021-2022              | Losanna                | SL                     | 23         | 0          | CS              | 4               | 0               | -                  | -                  | -                  | -          | -          | -          | 27     | 0      |
| 2022-2023              | Losanna                | CL                     | 30         | 4          | CS              | 3               | 0               | -                  | -                  | -                  | -          | -          | -          | 33     | 4      |
| 2023-2024              | Losanna                | SL                     | 0          | 0          | CS              | 0               | 0               | -                  | -                  | -                  | -          | -          | -          | 0      | 0      |
| Totale Losanna         | Totale Losanna         | Totale Losanna         | 72         | 6          |                 | 8               | 0               |                    | -                  | -                  |            | -          | -          | 80     | 6      |
| Totale carriera        | Totale carriera        | Totale carriera        | 112        | 7          |                 | 13              | 1               |                    | -                  | -                  |            | 1          | 0          | 126    | 8      |

### Cronologia presenze e reti in nazionale
| Cronologia completa delle presenze e delle reti in nazionale ― Giappone under 23 | Cronologia completa delle presenze e delle reti in nazionale ― Giappone under 23 | Cronologia completa delle presenze e delle reti in nazionale ― Giappone under 23 | Cronologia completa delle presenze e delle reti in nazionale ― Giappone under 23 | Cronologia completa delle presenze e delle reti in nazionale ― Giappone under 23 | Cronologia completa delle presenze e delle reti in nazionale ― Giappone under 23 | Cronologia completa delle presenze e delle reti in nazionale ― Giappone under 23 | Cronologia completa delle presenze e delle reti in nazionale ― Giappone under 23 |
| Data                                                                             | Città                                                                            | In casa                                                                          | Risultato                                                                        | Ospiti                                                                           | Competizione                                                                     | Reti                                                                             | Note                                                                             |
| -------------------------------------------------------------------------------- | -------------------------------------------------------------------------------- | -------------------------------------------------------------------------------- | -------------------------------------------------------------------------------- | -------------------------------------------------------------------------------- | -------------------------------------------------------------------------------- | -------------------------------------------------------------------------------- | -------------------------------------------------------------------------------- |
| 28-12-2019                                                                       | Nagasaki                                                                         | Giappone under 23                                                                | 9 – 0                                                                            | Giamaica under 23                                                                | Amichevole                                                                       | -                                                                                | 81’                                                                              |
| Totale                                                                           |                                                                                  | Presenze                                                                         | 1                                                                                |                                                                                  | Reti                                                                             | 0                                                                                |                                                                                  |

| Cronologia completa delle presenze e delle reti in nazionale ― Giappone under 20 | Cronologia completa delle presenze e delle reti in nazionale ― Giappone under 20 | Cronologia completa delle presenze e delle reti in nazionale ― Giappone under 20 | Cronologia completa delle presenze e delle reti in nazionale ― Giappone under 20 | Cronologia completa delle presenze e delle reti in nazionale ― Giappone under 20 | Cronologia completa delle presenze e delle reti in nazionale ― Giappone under 20 | Cronologia completa delle presenze e delle reti in nazionale ― Giappone under 20 | Cronologia completa delle presenze e delle reti in nazionale ― Giappone under 20 |
| Data                                                                             | Città                                                                            | In casa                                                                          | Risultato                                                                        | Ospiti                                                                           | Competizione                                                                     | Reti                                                                             | Note                                                                             |
| -------------------------------------------------------------------------------- | -------------------------------------------------------------------------------- | -------------------------------------------------------------------------------- | -------------------------------------------------------------------------------- | -------------------------------------------------------------------------------- | -------------------------------------------------------------------------------- | -------------------------------------------------------------------------------- | -------------------------------------------------------------------------------- |
| 13-6-2018                                                                        | Lisbona                                                                          | Rep. Ceca under 20                                                               | 0 – 1                                                                            | Giappone under 20                                                                | Amichevole                                                                       | -                                                                                | 70’                                                                              |
| 15-6-2018                                                                        | Lisbona                                                                          | Portogallo under 20                                                              | 0 – 1                                                                            | Giappone under 20                                                                | Amichevole                                                                       | -                                                                                | 72’                                                                              |
| 17-6-2018                                                                        | Lisbona                                                                          | Norvegia under 20                                                                | 2 – 1                                                                            | Giappone under 20                                                                | Amichevole                                                                       | -                                                                                | 73’                                                                              |
| 21-3-2019                                                                        | Łódź                                                                             | Polonia under 20                                                                 | 4 – 1                                                                            | Giappone under 20                                                                | Amichevole                                                                       | -                                                                                | 46’                                                                              |
| 23-3-2019                                                                        | San Pedro del Pinatar                                                            | Argentina under 20                                                               | 1 – 0                                                                            | Giappone under 20                                                                | Amichevole                                                                       | -                                                                                |                                                                                  |
| 25-3-2019                                                                        | San Pedro del Pinatar                                                            | Stati Uniti under 20                                                             | 2 – 1                                                                            | Giappone under 20                                                                | Amichevole                                                                       | -                                                                                | 75’                                                                              |
| 26-5-2019                                                                        | Gdynia                                                                           | Messico under 20                                                                 | 0 – 3                                                                            | Giappone under 20                                                                | Mondiali Under-20 2019 - 1º turno                                                | -                                                                                |                                                                                  |
| 29-5-2019                                                                        | Bydgoszcz                                                                        | Italia under 20                                                                  | 0 – 0                                                                            | Giappone under 20                                                                | Mondiali Under-20 2019 - 1º turno                                                | -                                                                                | 78’                                                                              |
| 4-6-2019                                                                         | Lublino                                                                          | Giappone under 20                                                                | 0 – 1                                                                            | Corea del Sud under 20                                                           | Mondiali Under-20 2019 - Ottavi di finale                                        | -                                                                                | 88’                                                                              |
| Totale                                                                           |                                                                                  | Presenze                                                                         | 9                                                                                |                                                                                  | Reti                                                                             | 0                                                                                |                                                                                  |